# Atoji Yoshio
Atoji Yoshio (jap. 阿閉 吉男; * 28. August 1913; † 20. August 1997) war ein japanischer Soziologe.

## Leben
Er schloss 1937 erfolgreich ein Studium der Soziologie an der Universität Tokio ab und wirkte seit 1950 (zunächst als Assistenzprofessor, ab 1960 als ordentlicher Professor) an der Universität Nagoya und war von 1970 bis 1973 Präsident der Japanischen Gesellschaft für Soziologie.
Er gab zahlreiche Beiträge, besonders zur deutschen soziologischen Ideengeschichte (Wilhelm Heinrich Riehl, Lorenz von Stein, Max Weber und zumal Georg Simmel).

## Publikationen (Auswahl)
- Daihyoteki Shagaigakusha („Repräsentative Soziologen in Deutschland“), 1954
- Simmel no Shakaigaku („Simmels soziologische Methodenlehre“), 1979
- Simmel to M. Weber („Simmel und M. Weber“), 1981
- Sociology at the Turn of the Century. On G. Simmel in Comparison with F. Tönnies, M. Weber and E. Durkheim, Dobunkan, Tokio 1984
- Georg Simmel's Sociological Horizons, Ochanomizu-shobo, Tokio 1986